# Medienwelten
Medienwelten – Zeitschrift für Medienpädagogik ist eine Fachzeitschrift, herausgegeben von Ralf Vollbrecht und Christine Dallmann, die ein Forum für theoretische und empirische Diskurse in der Medienpädagogik und verwandten Disziplinen bietet.
Sie erscheint seit 2013 als Open-Access-Zeitschrift (Creative Commons – Namensnennung – Nicht-kommerziell – Keine Bearbeitung 3.0 Unported-Lizenz) und wurde 2014 vom Hostingangebot des Medienzentrums der TU Dresden auf das Portal Qucosa.Journals der SLUB Dresden übertragen.